# سیارک ۱۰۲۲۶
سیارک ۱۰۲۲۶ (به انگلیسی: 10226 Seishika، نامگذاری:1997VK5) ده هزار و دویست و بیست و ششمین سیارک کشف شده‌است که در ۸ نوامبر ۱۹۹۷ کشف شد.
قدر مطلق سیارک برابر ۳۷٫۱ است.